# ساو فيليكس دو اكسينجو
ساو فيليكس دو اكسينجو هي بلدية في البرازيل، تتبع بارا، بلغ عدد سكانها 91٬340  نسمة، في 2010، تبلغ مساحتها 84٬212٫426 كيلومتر مربع.